# Diaea sticta
Diaea sticta är en spindelart som beskrevs av Kulczynski 1911. Diaea sticta ingår i släktet Diaea och familjen krabbspindlar. Inga underarter finns listade i Catalogue of Life.